# Bostrycapulus
Bostrycapulus is een geslacht van weekdieren uit de klasse van de Gastropoda (slakken). 

## Soorten
- Bostrycapulus aculeatus (Gmelin, 1791)
- Bostrycapulus calyptraeiformis (Deshayes, 1830)
- Bostrycapulus gravispinosus (Kuroda & Habe, 1950)
- Bostrycapulus heteropoma Collin & Rolán, 2010
- Bostrycapulus latebrus Collin, 2005
- Bostrycapulus odites Collin, 2005
- Bostrycapulus pritzkeri Collin, 2005
- Bostrycapulus tegulicius (Rochebrune, 1883)
- Bostrycapulus urraca Collin, 2005